# Чолокуа Раїса Махаїдівна
Раїса Махаїдівна Чолокуа (19 травня 1942, село Члоу, тепер Очамчирського району, Абхазія, Грузія) — радянська діячка, колгоспниця колгоспу імені Лакоби Очамчирського району Абхазької АРСР. Член ЦК КПРС у 1990—1991 роках.

## Життєпис
З 1959 року — колгоспниця колгоспу імені Лакоби села Члоу Очамчирського району Абхазької АРСР.
Член КПРС з 1965 року.
У 1982 році закінчила Очамчирську середню школу Абхазької АРСР.
Подальша доля невідома.

## Нагороди й відзнаки
- Заслужений працівник сільського господарства Абхазької АРСР